# Faverges-de-la-Tour
Faverges-de-la-Tour és un municipi francès situat al departament de la Isèra i a la regió d'Alvèrnia-Roine-Alps. L'any 2007 tenia 1.287 habitants.

## Demografia

### Població
El 2007 la població de fet de Faverges-de-la-Tour era de 1.287 persones. Hi havia 480 famílies de les quals 92 eren unipersonals (40 homes vivint sols i 52 dones vivint soles), 148 parelles sense fills, 192 parelles amb fills i 48 famílies monoparentals amb fills.
La població ha evolucionat segons el següent gràfic:
Habitants censats

### Habitatges
El 2007 hi havia 552 habitatges, 483 eren l'habitatge principal de la família, 48 eren segones residències i 21 estaven desocupats. 521 eren cases i 28 eren apartaments. Dels 483 habitatges principals, 391 estaven ocupats pels seus propietaris, 86 estaven llogats i ocupats pels llogaters i 6 estaven cedits a títol gratuït; 2 tenien una cambra, 3 en tenien dues, 45 en tenien tres, 122 en tenien quatre i 311 en tenien cinc o més. 426 habitatges disposaven pel capbaix d'una plaça de pàrquing. A 175 habitatges hi havia un automòbil i a 285 n'hi havia dos o més.

### Piràmide de població
La piràmide de població per edats i sexe el 2009 era:
| Homes | Edats   | Dones |
| ----- | ------- | ----- |
| 0     | 95 o +  | 0     |
| 0     | 90 a 94 | 4     |
| 8     | 85 a 89 | 0     |
| 0     | 80 a 84 | 0     |
| 16    | 75 a 79 | 16    |
| 8     | 70 a 74 | 24    |
| 20    | 65 a 69 | 16    |
| 52    | 60 a 64 | 44    |
| 36    | 55 a 59 | 28    |
| 44    | 50 a 54 | 48    |
| 40    | 45 a 49 | 28    |
| 44    | 40 a 44 | 44    |
| 48    | 35 a 39 | 52    |
| 20    | 30 a 34 | 60    |
| 32    | 25 a 29 | 16    |
| 16    | 20 a 24 | 16    |
| 40    | 15 a 19 | 44    |
| 40    | 10 a 14 | 52    |
| 44    | 5 a 9   | 48    |
| 32    | 0 a 4   | 32    |

## Economia
El 2007 la població en edat de treballar era de 853 persones, 602 eren actives i 251 eren inactives. De les 602 persones actives 565 estaven ocupades (305 homes i 260 dones) i 37 estaven aturades (14 homes i 23 dones). De les 251 persones inactives 108 estaven jubilades, 85 estaven estudiant i 58 estaven classificades com a «altres inactius».

### Ingressos
El 2009 a Faverges-de-la-Tour hi havia 484 unitats fiscals que integraven 1.284 persones, la mediana anual d'ingressos fiscals per persona era de 19.481 €.

### Activitats econòmiques
Dels 32 establiments que hi havia el 2007, 2 eren d'empreses de fabricació d'altres productes industrials, 10 d'empreses de construcció, 6 d'empreses de comerç i reparació d'automòbils, 1 d'una empresa de transport, 1 d'una empresa d'hostatgeria i restauració, 1 d'una empresa d'informació i comunicació, 3 d'empreses immobiliàries, 6 d'empreses de serveis, 1 d'una entitat de l'administració pública i 1 d'una empresa classificada com a «altres activitats de serveis».
Dels 13 establiments de servei als particulars que hi havia el 2009, 2 eren tallers de reparació d'automòbils i de material agrícola, 3 paletes, 4 fusteries, 2 electricistes, 1 restaurant i 1 saló de bellesa.
Dels 2 establiments comercials que hi havia el 2009, 1 era una botiga de menys de 120 m² i 1 una fleca.
L'any 2000 a Faverges-de-la-Tour hi havia 13 explotacions agrícoles que ocupaven un total de 292 hectàrees.

## Equipaments sanitaris i escolars
El 2009 hi havia 1 escola maternal i 1 escola elemental.

## Poblacions més properes
El següent diagrama mostra les poblacions més properes.